# Difilobotriasis
La botriocefalosis, botriocefaliasis o difilobotriasis  es la enfermedad parasitaria causada por la tenia del pez Diphyllobothrium adquirida mediante una intoxicación alimentaria. La botriocefalosis se da en áreas fluviales donde es habitual el consumo de pescado crudo o poco cocinado.

## Distribución geográfica
Su prevalencia es mayor en zonas de Europa, los estados postsoviéticos, Norteamérica, Asia, Uganda, Perú (a causa del ceviche) y Chile. Es especialmente común en Japón, a causa del sushi o sashimi.

## Características clínicas

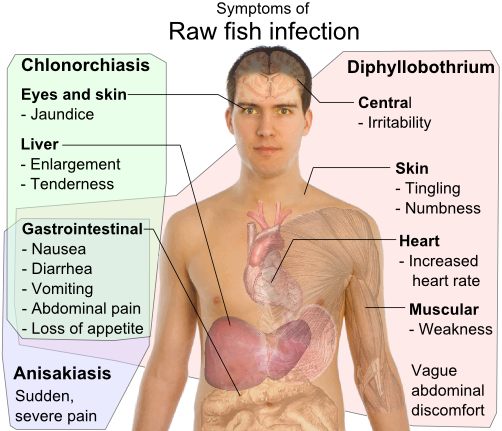
Síntomas diferenciales de infestación parasítica por pescado crudo: Clonorchis sinensis (un trematodo), Anisakis (un nematodo) y Diphyllobothrium un (cestodo), aunque todos ellos presentan síntomas gastrointestinales, existen diferentes cuadros.

La botriocefalosis puede persistir durante décadas si no es tratada. La mayoría de las infecciones son asintomáticas. Entre las diferentes manifestaciones podemos encontrar malestar abdominal, diarrea, vómitos y pérdida de peso. En algunos casos puede darse una deficiencia en Vitamina B12 con una subsiguiente anemia megaloblástica. Las infecciones masivas pueden provocar obstrucción intestinal. La migración de las proglótides puede causar colecistitis o colangitis.

## Diagnóstico
La identificación de los huevos en las deposiciones es la base del diagnóstico específico. El examen de las proglótides encontradas es también de valor diagnóstico.
Herramientas diagnósticas:
- Microscopía
- Comparación morfológica con otros parásitos intestinales.

Aunque es difícil identificar la especie con solo el examen de los huevos o proglótides, es un dato de poca importancia médica, dado que la mayor parte de los parásitos intestinales adultos de este género responden a la misma medicación.